# Yves Barbieux
Yves Barbieux est un musicien belge né le 14 juin 1971 à Gosselies, dans la province de Hainaut.

## Biographie
Yves Barbieux est psycho-pédagogue de l'UCL de formation mais a très vite évolué vers le monde de la musique: d’abord en étant responsable pédagogique pour un musée d’instruments itinérant, ainsi que dans une école de musique pour jeunes enfants à Bruxelles.
Après deux albums avec le groupe Coïncidence (chanson Française pop-folk), dans lequel il joue des flûtes et de l'accordéon, Yves Barbieux initie en 2000 le projet musical Urban Trad, qui représente la Belgique trois années plus tard à l'Eurovision, en Lettonie, où le groupe se classe deuxième avec la chanson Sanomi.
Parallèlement, Yves Barbieux rejoint l'univers du spectacle pour enfants (il est psycho-pédagogue de formation) en créant Les Déménageurs, groupe musical où il intervient en tant qu'auteur, compositeur et metteur en scène. Il écrira au total, entre 2000 et 2015 quatre albums (avec chaque fois un spectacle correspondant) pour les Déménageurs: Lili et les escargots, Le grand carton, Le Patamodd et Danse avec les gnous.
Les principales sources d'inspiration de l'artiste étant les musiques traditionnelles irlandaise, bretonne et galicienne, il sort en 2012 son projet de cœur : Léon Accordéon, un conte musical pour le jeune public avec pour narrateur Eric De Staercke et de nombreux intervenants (chanteurs et instrumentistes). En 2013, Yves Barbieux donne son dernier concert avec Urban Trad à l'Ancienne Belgique. Après avoir réussi le pari audacieux de marier musique traditionnelle, arrangements modernes et langage imaginaire, originalité qui fera connaître au groupe un certain succès durant les années 2000, il se consacre principalement à la musique jeune public. Il a depuis composé la bande originale des 52 épisodes du dessin animé "Percy's tiger tales" (Planet Nemo, Fabrique d'image, Skyline), a réalisé des musiques et bruitages pour la publicité et composé un livre cd et spectacle aux couleurs funky pour les 3-8 ans : Adeline Plume et son orchestre.
En 2022, il crée le groupe Polk Trio avec Steve Louvat (banjo, guitare) et Jonathan De Neck (accordéon diatonique). Leur spectacle intègre un écran géant où les spectateurs voient les trois musiciens jouer d'autres instruments, en parfaite coordination avec le jeu direct.
En 2023, parallèlement à la composition de chansons pour enfants, il écrit de la musique celtique instrumentale dans une optique de relaxation : LaBulle.